# 1910–1911-es svájci labdarúgó-bajnokság (első osztály)
Az 1910–1911-es Swiss Serie A volt a 14. alkalommal megrendezett, legmagasabb szintű labdarúgó-bajnokság Svájcban.
A címvédő a Young Boys volt. A bajnokságot újra a Young Boys csapata nyerte, a bajnokság történetében negyedjére.

## Keleti csoport
| Hely. | Csapat               | M  | Gy | D | V  | G+ | G– | Gk  | P  | Továbbjutás vagy kiesés |
| ----- | -------------------- | -- | -- | - | -- | -- | -- | --- | -- | ----------------------- |
| 1.    | Zürich               | 12 | 9  | 3 | 0  | 49 | 22 | +27 | 21 | Továbbjutó              |
| 2.    | Winterthur           | 12 | 9  | 3 | 0  | 41 | 8  | +33 | 21 |                         |
| 3.    | St. Gallen           | 12 | 7  | 0 | 5  | 46 | 22 | +24 | 14 |                         |
| 4.    | Brühl                | 12 | 5  | 2 | 5  | 31 | 30 | +1  | 12 |                         |
| 5.    | Young Fellows Zürich | 12 | 5  | 0 | 7  | 25 | 35 | −10 | 10 |                         |
| 6.    | Baden                | 12 | 2  | 0 | 10 | 10 | 39 | −29 | 4  |                         |
| 7.    | Luzern               | 12 | 1  | 0 | 11 | 6  | 52 | −46 | 2  |                         |

## Központi csoport
| Hely. | Csapat          | M  | Gy | D | V  | G+ | G– | Gk  | P  | Továbbjutás vagy kiesés |
| ----- | --------------- | -- | -- | - | -- | -- | -- | --- | -- | ----------------------- |
| 1.    | Young Boys      | 12 | 10 | 2 | 0  | 45 | 10 | +35 | 22 | Továbbjutó              |
| 2.    | Aarau           | 12 | 10 | 0 | 2  | 52 | 16 | +36 | 20 |                         |
| 3.    | Basel           | 12 | 5  | 1 | 6  | 32 | 36 | −4  | 11 |                         |
| 4.    | FC Biel         | 12 | 4  | 3 | 5  | 28 | 39 | −11 | 11 |                         |
| 5.    | Bern            | 12 | 4  | 1 | 7  | 22 | 29 | −7  | 9  |                         |
| 6.    | Old Boys        | 12 | 2  | 3 | 7  | 27 | 42 | −15 | 7  |                         |
| 7.    | Stella Fribourg | 12 | 2  | 0 | 10 | 17 | 51 | −34 | 4  |                         |

## Nyugati csoport
| Hely. | Csapat                   | M  | Gy | D | V  | G+ | G– | Gk  | P  | Továbbjutás vagy kiesés |
| ----- | ------------------------ | -- | -- | - | -- | -- | -- | --- | -- | ----------------------- |
| 1.    | Servette                 | 12 | 8  | 3 | 1  | 58 | 18 | +40 | 19 | Továbbjutó              |
| 2.    | Cantonal Neuchâtel       | 12 | 8  | 3 | 1  | 54 | 26 | +28 | 19 |                         |
| 3.    | Lausanne Sports          | 12 | 5  | 4 | 3  | 34 | 35 | −1  | 14 |                         |
| 4.    | La Chaux-de-Fonds        | 12 | 5  | 3 | 4  | 34 | 30 | +4  | 13 |                         |
| 5.    | Etoile La Chaux-de-Fonds | 12 | 5  | 1 | 6  | 30 | 33 | −3  | 11 |                         |
| 6.    | Montreux Narcisse        | 12 | 2  | 0 | 10 | 23 | 53 | −30 | 4  |                         |
| 7.    | Genf                     | 12 | 1  | 2 | 9  | 19 | 57 | −38 | 4  |                         |

## Döntő
| Hely. | Csapat        | M | Gy | D | V | G+ | G– | Gk | P | Továbbjutás vagy kiesés |
| ----- | ------------- | - | -- | - | - | -- | -- | -- | - | ----------------------- |
| 1.    | Young Boys    | 2 | 2  | 0 | 0 | 5  | 1  | +4 | 4 | Bajnok                  |
| 2.    | Zürich        | 2 | 1  | 0 | 1 | 2  | 2  | 0  | 2 |                         |
| 3.    | Servette Genf | 2 | 0  | 0 | 2 | 2  | 6  | −4 | 0 |                         |